# Formica dirksi
Formica dirksi es una especie de hormiga del género Formica, familia Formicidae. Fue descrita científicamente por Wing en 1949.
Se distribuye por los Estados Unidos. Esta especie es inquilina, al igual que muchas otras de la subfamilia Formicinae.